# Clubiona frutetorum
Clubiona frutetorum là một loài nhện trong họ Clubionidae.
Loài này thuộc chi Clubiona. Clubiona frutetorum được Ludwig Carl Christian Koch miêu tả năm 1867.